# أندريا بيساني
اندريا بيساني (15 سبتمبر 1987 في إيطاليا - ) هو لاعب كرة قدم إيطالي في مركز الدفاع. لعب مع نادي برو باتاريا ونادي سيتاديلا ويوفنتوس وASD Barletta 1922 ‏ ويوفي ستابيا وPortogruaro Calcio ASD ‏.

## وصلات خارجية
- اندريا بيساني على موقع قاعدة بيانات كرة القدم.إي يو (الإنجليزية)
- اندريا بيساني على موقع Soccerway.com (الإنجليزية)